# Thoropa taophora
Thoropa taophora är en groddjursart som först beskrevs av Miranda-Ribeiro 1923.  Thoropa taophora ingår i släktet Thoropa och familjen Cycloramphidae. Inga underarter finns listade i Catalogue of Life.